# Domenico Scala (Kameramann)
Domenico Scala (* 26. März 1903 in Turin, Italien; † 25. Dezember 1989 in Italien) war ein italienischer Kameramann.

## Leben und Wirken
Scala erhielt seine fotografische Ausbildung in den 1920er Jahren und war zunächst, noch zu Stummfilmzeiten, als Kameraassistent und einfacher Kameramann tätig. Seit 1931 ist er als Chefkameramann nachzuweisen. In dieser Funktion fotografierte er eine Fülle von Unterhaltungsfilmen der Mussolini-Ära, die von Regie-Routiniers wie Mario Camerini, Guido Brignone, Nunzio Malasomma, Gennaro Righelli, Luigi Zampa Mario Bonnard und dem Regime-Günstling Goffredo Alessandrini inszeniert wurden. Künstlerisch ragen lediglich der Ende 1932 entstandene, einzige Spielfilm des deutschen Dokumentaristen Walter Ruttmann, Acciaio – Arbeit macht glücklich, und der 1942 gedrehte Vorläufer des neorealistischen Kinos Ossessione – Von der Liebe besessen des Nachwuchsregisseurs Luchino Visconti heraus, bei dem Scala an der Seite des Kollegen Aldo Tonti die Bildführung übernahm.

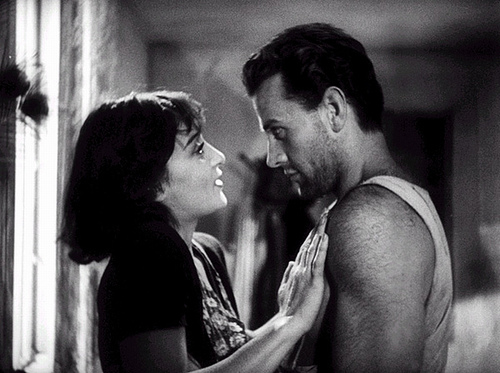
Ossessione (1942) mit Clara Calamai und Massimo Girotti. An der Kamera: Domenico Scala

Noch vor Kriegsende 1945, einhergehend mit dem Sturz des „Duce“, konnte Domenico Sala die nur kurzzeitig unterbrochene Tätigkeit als Kameramann unvermindert fortsetzen. Für seine Arbeit an Mario Soldatis Romanverfilmung Daniele Cortis erhielt der gebürtige Turiner 1947 gemeinsam mit dem tschechischen Kollegen Václav Vich den italienischen Filmpreis Nastro d’Argento. Scalas andere Nachkriegsfilme sind, abgesehen von zwei Kollaborationen mit den Regisseuren Renato Castellani (das Zeitbild aus der Übergangszeit vom Zweiten Weltkrieg zum Frieden Unter der Sonne von Rom) und Luciano Emmer (die semidokumentarische Alltagsgeschichte Ein Sonntag im August), künstlerisch weitgehend bedeutungslos. 1949 führte Scala eine Zusammenarbeit mit dem Südtiroler Filmemacher Luis Trenker (Duell in den Bergen) zusammen. Im Laufe der 1960er Jahre zog sich Domenico Scala sukzessive von der aktiven Kameraarbeit zurück.

## Filmografie
- 1931: La segretaria privata
- 1932: Die Himmelsflotte (L’armata azzurra)
- 1932: Gli uomini, che mascalzoni!
- 1933: Arbeit macht glücklich (Acciaio)
- 1933: Fanny
- 1934: Ragazzo
- 1934: Seconda B
- 1936: Der große Appell (Il grande appello)
- 1937: Gli ultimi giorni di Pompeo
- 1938: Il destino in tasca
- 1938: L’ultimo scugnizzo
- 1938: Fuochi d’artificio
- 1939: La voce senza volto
- 1939: Il barone di Corbò
- 1939: Il cavaliere di San Marco
- 1940: Il ladro sono io
- 1940: Scarpe grosse
- 1941: Le due tigre
- 1941: L’attore scomparso
- 1942: Signorinette
- 1943: Besessenheit (Ossessione)
- 1943: Tre ragazze cercano marito
- 1944: Processo delle Zitelle
- 1945: Vivere ancora
- 1945: La signora è servita
- 1945: Porte chiuse
- 1946: L’angelo e il diavolo
- 1947: Daniele Cortis
- 1948: Flucht nach Frankreich (Fuga in Francia)
- 1948: Unter der Sonne von Rom (Sotto il sole di Roma)
- 1949: Ein Sonntag im August (Domenica d’agosto)
- 1949: Duell in den Bergen (Barriera a Settentrione)
- 1950: Sangue sul sagrato
- 1951: Falsari
- 1951: Miracolo a viggiù
- 1952: Io, Amleto
- 1953: Gefährliche Schönheit (La provinciale)
- 1953: Wir Frauen (Siamo donne) (eine Episode)
- 1953: Die Sonne in den Augen (Il sole negli occhi)
- 1954: Gewalt am See (Violenza sul lago)
- 1954: Totò e Carolina
- 1956: Sangue di Zingara
- 1957: Io, Caterina
- 1960: Un eroe del nostro tempo
- 1963: Maciste gegen die Kopfgeldjäger (Maciste contro i cacciatori di teste)
- 1967: Sein Steckbrief ist kein Heiligenbild (El hombre que mató a Billy el Niño) (nur Second-Unit-Kameramann)